# Xã Mount Pleasant, Quận Washington, Pennsylvania
Xã Mount Pleasant (tiếng Anh: Mount Pleasant Township) là một xã thuộc quận Washington, tiểu bang Pennsylvania, Hoa Kỳ. Năm 2010, dân số của xã này là 3.515 người.